# Георги Самуркашев
Георги Михов Самуркашев е български възрожденец, просветен деец от Македония.

## Биография
Георги Самуркашев е роден във Велес, тогава в Османската империя, днес Северна Македония. Занимава се с търговия в Букурещ, където научава румънски и гръцки. След това става учител в Прилеп. Преподава на Нешо Бойкикев. Заедно с ученика си превежда
| „ | во простий и краткий язик болгарский | “ |

антисемитския трактат „Служение еврейско и все злотворение нихно“ на монаха Неофит, който притежава на румънски и гръцки. Двамата завършват превода през май 1837 година и книгата е отпечетана в 1838 година от Теодосий Синаитски.